# Angoual Géré
Angoual Géré (auch: Angoual Djéré) ist ein Dorf im Arrondissement Zinder V der Stadt Zinder in Niger.

## Geographie
Das von einem traditionellen Ortsvorsteher (chef traditionnel) geleitete Dorf befindet sich südlich des Stadtzentrums im ländlichen Gemeindegebiet von Zinder, der Hauptstadt der gleichnamigen Region Zinder. Die Nachbardörfer von Angoual Géré sind Dan Brandia im Norden, Doroyi im Osten, Baban Tapki im Südosten und Delko im Südwesten.
Wie im gesamten Gemeindegebiet von Zinder herrscht das Klima der Sahelzone vor, mit einer durchschnittlichen jährlichen Niederschlagsmenge zwischen 300 und 400 mm.

## Bevölkerung
Bei der Volkszählung 2012 hatte Angoual Géré 934 Einwohner, die in 98 Haushalten lebten. Bei der Volkszählung 2001 betrug die Einwohnerzahl 431 in 78 Haushalten und bei der Volkszählung 1988 belief sich die Einwohnerzahl auf 308 in 50 Haushalten.

## Wirtschaft und Infrastruktur
Es gibt eine Schule im Dorf.